# 基蘭加縣
4°18′S 79°24′W / 4.300°S 79.400°W
基蘭加縣（西班牙語：Cantón Quilanga），是厄瓜多爾的縣份，位於該國南部，由洛哈省負責管轄，面積268平方公里，主要經濟活動是農業，2001年人口4,582，人口密度每平方公里17.1人。